# Crocidura foetida
Crocidura foetida es una especie de musaraña (mamífero placentario de la familia de los sorícidos).

## Distribución geográfica
Se encuentra en la isla de Borneo, donde se la ha encontrado en territorio de Malasia e Indonesia. Se cree que también vive en Brunéi, aunque no se ha observado allí.

## Estado de conservación
Es una especie muy extendida y adaptable, por lo cual, a estas alturas, no tiene amenazas significativas.